# Władysław Baka
Władysław Wacław Baka (ur. 24 marca 1936 w Boksycce, zm. 3 marca 2021) – polski bankowiec, działacz polityczny oraz ekonomista, doktor habilitowany i profesor UW. Prezes Narodowego Banku Polskiego (1985–1988, 1989–1991) i minister-członek Rady Ministrów (1981–1985), członek Biura Politycznego KC PZPR (1988–1989).

## Życiorys
Syn Władysława i Marty. Studia na Wydziale Nauk Ekonomicznych Uniwersytetu Warszawskiego ukończył w 1958. W 1966 obronił doktorat, w 1971 uzyskał stopień doktora habilitowanego. Profesorem nadzwyczajnym został w 1977, a w 1989 profesorem zwyczajnym. W 1959 rozpoczął pracę naukowo-dydaktyczną na Wydziale Ekonomii Politycznej UW. W latach 1975–1981 był członkiem Prezydium Komitetu Nauk Ekonomicznych Polskiej Akademii Nauk.
W 1955 wstąpił do Polskiej Zjednoczonej Partii Robotniczej, pracował w jej Komitecie Centralnym. Od 1972 do 1973 był inspektorem wydziału propagandy KC, w latach 1973–1981 zastępca kierownika wydziałów ekonomicznego, planowania i analiz gospodarczych oraz handlu i finansów. W latach 1981–1985 minister-członek Rady Ministrów, pełnomocnik rządu ds. reformy gospodarczej. W latach 1985–1988 i 1989–1991 prezes Narodowego Banku Polskiego. Był sekretarzem komisji ds. reformy gospodarczej KC PZPR oraz przewodniczącym jego komisji polityki ekonomicznej, reformy gospodarczej i samorządu pracowniczego oraz komisji polityki społeczno-ekonomicznej. W latach 1988–1989 sekretarz KC PZPR, a w latach 1988–1990 członek Biura Politycznego KC PZPR. Był przedstawicielem strony rządowej w zespole ds. gospodarki i polityki społecznej w czasie obrad Okrągłego Stołu. Członek Rady Konsultacyjnej przy Przewodniczącym Rady Państwa. Gubernator z ramienia Polski w Banku Światowym w drugiej połowie lat 80. Bezskutecznie kandydował do Sejmu z listy krajowej w 1989 r. W latach 1993–1995 prezes zarządu Banku Współpracy Europejskiej.
Autor licznych publikacji z dziedziny ekonomii, a w szczególności bankowości centralnej i systemów gwarantowania depozytów. Uznawany za eksperta w tej dziedzinie. 
Był pracownikiem Wydziału Nauk Ekonomicznych Uniwersytetu Warszawskiego.
Postanowieniem prezydenta RP Aleksandra Kwaśniewskiego z 24 lutego 2005 „w uznaniu wybitnych zasług dla rozwoju system finansowego w Polsce, za osiągnięcia w pracy naukowej i dydaktycznej” nadany mu został Krzyż Wielki Orderu Odrodzenia Polski. Wcześniej odznaczony był m.in. Krzyżem Kawalerskim (1974), Komandorskim (1994) oraz Komandorskim z Gwiazdą (1997) tegoż orderu. 
Pochowany na warszawskich Powązkach Wojskowych (kwatera Q kolumbarium 6-2-6).